# دياني بوروز
دياني بوروز (بالإنجليزية: Diane Burroughs)‏ هي كاتبة سيناريو أمريكية، ولدت في 1960 في مونت بروسبكت في الولايات المتحدة.

## وصلات خارجية
- دياني بوروز على موقع IMDb (الإنجليزية)